# Llotja de Palma
A Llotja de Palma (em catalão e oficialmente; castelhano: Lonja de Palma) é um edifício na cidade de Palma de Maiorca, na Espanha. 

## História
O atual edifício e o Consulado do Mar de Palma foram construídos sucessivamente entre os séculos XV e XVII pelo poderoso Colegio de la Mercancía de Mallorca. Foi utilizado como local de reunião dos membros do Consulado do Mar da cidade, órgão que regulava o comércio marítimo e sua atividade.
Foi declarado como Bem de Interesse Cultural em 4 de junho de 1931.
Faz parte, juntamente ao Consulado do Mar e a Capela dos Mercaderes, do conjunto monumental da sede do Governo das Ilhas Baleares.